# Brusselse gewestverkiezingen 2014/Kandidatenlijst/sp.a
Dit is de kandidatenlijst van de sp.a voor de Brusselse gewestverkiezingen van 2014. De verkozenen staan vetgedrukt.

## Effectieven
1. Pascal Smet
2. Elke Roex
3. Fouad Ahidar
4. Ans Persoons
5. Sophie Brouhon
6. Erdinç Utku
7. Emine Altuntas
8. Yao Issifou
9. Jeannot Kabuya
10. Mohamed M'Farraj
11. Julie De Greef
12. Hassan Rahali Doukali
13. Myriam Gistelinck
14. Arachida Outferdine
15. Waut Es
16. Tarek Ben Madhkour
17. Karel Stessens

### Opvolgers
1. Jef Van Damme
2. Hannelore Goeman
3. Liesbet Polspoel
4. Hannes De Geest
5. Dries Vreven
6. Matthias Van Wijnendaele
7. Saliha Raiss
8. Marleentje Brans
9. Jan Brumagne
10. Patricia Rodrigues da Costa
11. Winny Notelaers
12. Suzy Bleys
13. Lauren Heeffer
14. Willem Stevens
15. Sam Biesemans
16. Frans Steenhoudt